# Kris Nissen

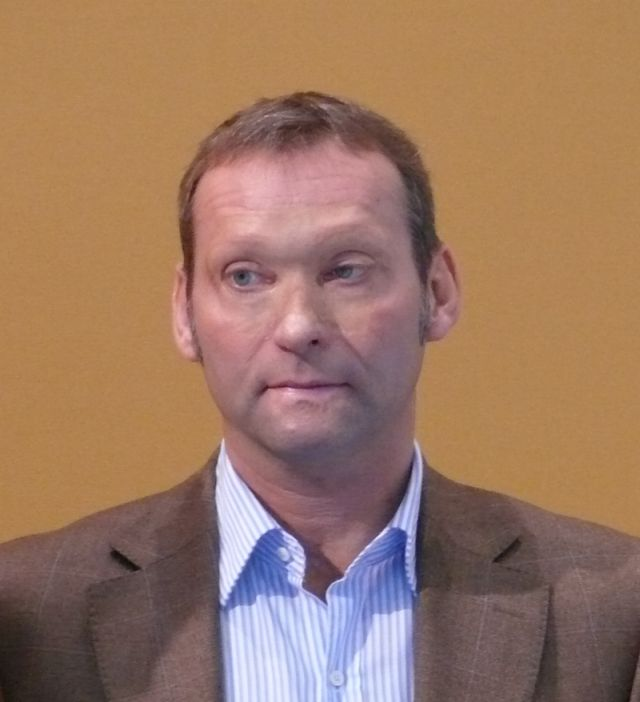
Kris Nissen (2007)

Nils-Kristian „Kris“ Nissen (* 20. Juli 1960 in Arnum, Dänemark) ist ein ehemaliger dänischer Automobilrennfahrer und Motorsportdirektor bei VW.

## Karriere
Kris Nissen begann 1974 als Kartfahrer, er gewann zweimal die Dänische Kart-Meisterschaft. Er war als Testfahrer im Zakspeed-Team in der Formel 1 tätig und in der DTM für BMW und Alfa Romeo. 1986 gewann er für BSR Racing die Deutsche Formel-3-Meisterschaft.
Nissen überlebte am 22. Juli 1988 einen Feuerunfall in einem Porsche 962 der Gruppe C auf der japanischen Fuji-Rennstrecke. Nissen ist von den Folgen dieses Unfalls bis heute deutlich gezeichnet. Sein Comeback im Rennauto gab er im Juli 1989 in der DTM auf einem BMW M3 beim Rennen auf dem Norisring. 1991 gewann er mit Joachim Winkelhock und Armin Hahne in einem BMW M3 das 24-Stunden-Rennen auf dem Nürburgring. Seinen einzigen Sieg in der DTM errang er 1994. Seine letzte Saison bestritt er im Jahr 2000 als Fahrer für das Abt-Team Abt Sportsline auf einem Abt-Audi TT-R in der DTM. 
Bereits seit 1998 war er als Chefinstrukteur für die Talentförderung im ADAC-Volkswagen-Polo Cup verantwortlich.
Mit Wirkung zum 1. Mai 2012 trat Nissen auf eigenen Wunsch als Motorsportdirektor bei VW zurück und stand in Folge dem Konzern als Berater zur Verfügung.

## Persönliches
Kris Nissen ist verheiratet und hat zwei Kinder. Der Däne spricht sehr gutes Deutsch.

## Statistik

### Le-Mans-Ergebnisse
| Jahr | Team                  | Fahrzeug     | Teamkollege    | Teamkollege         | Platzierung | Ausfallgrund |
| ---- | --------------------- | ------------ | -------------- | ------------------- | ----------- | ------------ |
| 1987 | Porsche Kremer Racing | Porsche 962C | Volker Weidler | Kunimitsu Takahashi | Ausfall     | Motorschaden |
| 1988 | Porsche Kremer Racing | Porsche 962C | Harald Grohs   | George Fouché       | Rang 8      |              |

### Einzelergebnisse in der Sportwagen-Weltmeisterschaft
| Saison | Team          | Rennwagen   | 1   | 2   | 3   | 4   | 5   | 6   | 7   | 8   | 9   | 10  | 11  |
| ------ | ------------- | ----------- | --- | --- | --- | --- | --- | --- | --- | --- | --- | --- | --- |
| 1986   | Joest Racing  | Porsche 956 | MON | SIL | LEM | NÜN | BRH | JER | NÜR | SPA | FUJ |     |     |
| 1986   | Joest Racing  | Porsche 956 |     |     |     |     |     |     | DNF | 8   | 5   |     |     |
| 1987   | Kremer Racing | Porsche 962 | JAR | JER | MON | SIL | LEM | NÜN | BRH | NÜR | SPA | FUJ |     |
| 1987   | Kremer Racing | Porsche 962 | 4   | 2   |     | DNF | DNF | DNF | 6   | 14  | DNF | DNF |     |
| 1988   | Kremer Racing | Porsche 962 | JER | JAR | MON | SIL | LEM | BRÜ | BRH | NÜR | SPA | FUJ | SAN |
| 1988   | Kremer Racing | Porsche 962 |     | 5   |     | DNF | 5   |     |     |     |     |     |     |